# Rue Paul-Valéry (Paris)
Pour les articles homonymes, voir Rue Paul-Valéry.
La rue Paul-Valéry est une voie du 16e arrondissement de Paris, en France.

## Situation et accès
La rue Paul-Valéry est une voie publique située dans le 16e arrondissement de Paris. Elle débute au 50, avenue Kléber et se termine au 27 bis, avenue Foch.
La rue est desservie par la ligne 2 à la station Victor-Hugo et par la ligne 6 à la station Kléber.

## Origine du nom

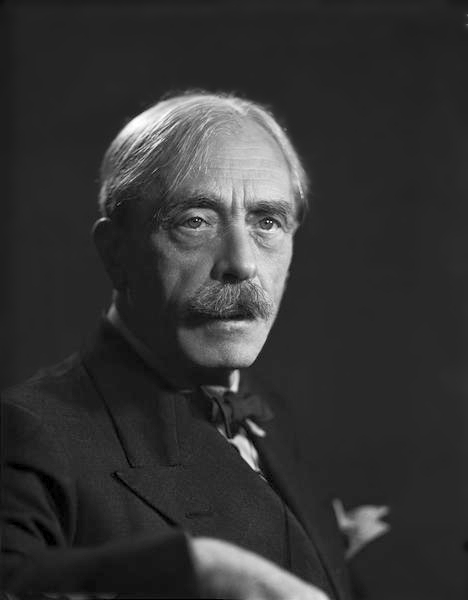
Paul Valéry, vers 1938.

Elle porte le nom de l'écrivain, poète et philosophe français Paul Valéry (1871-1945), membre de l'Académie française, qui habitait depuis 1900 au no 40.

## Historique

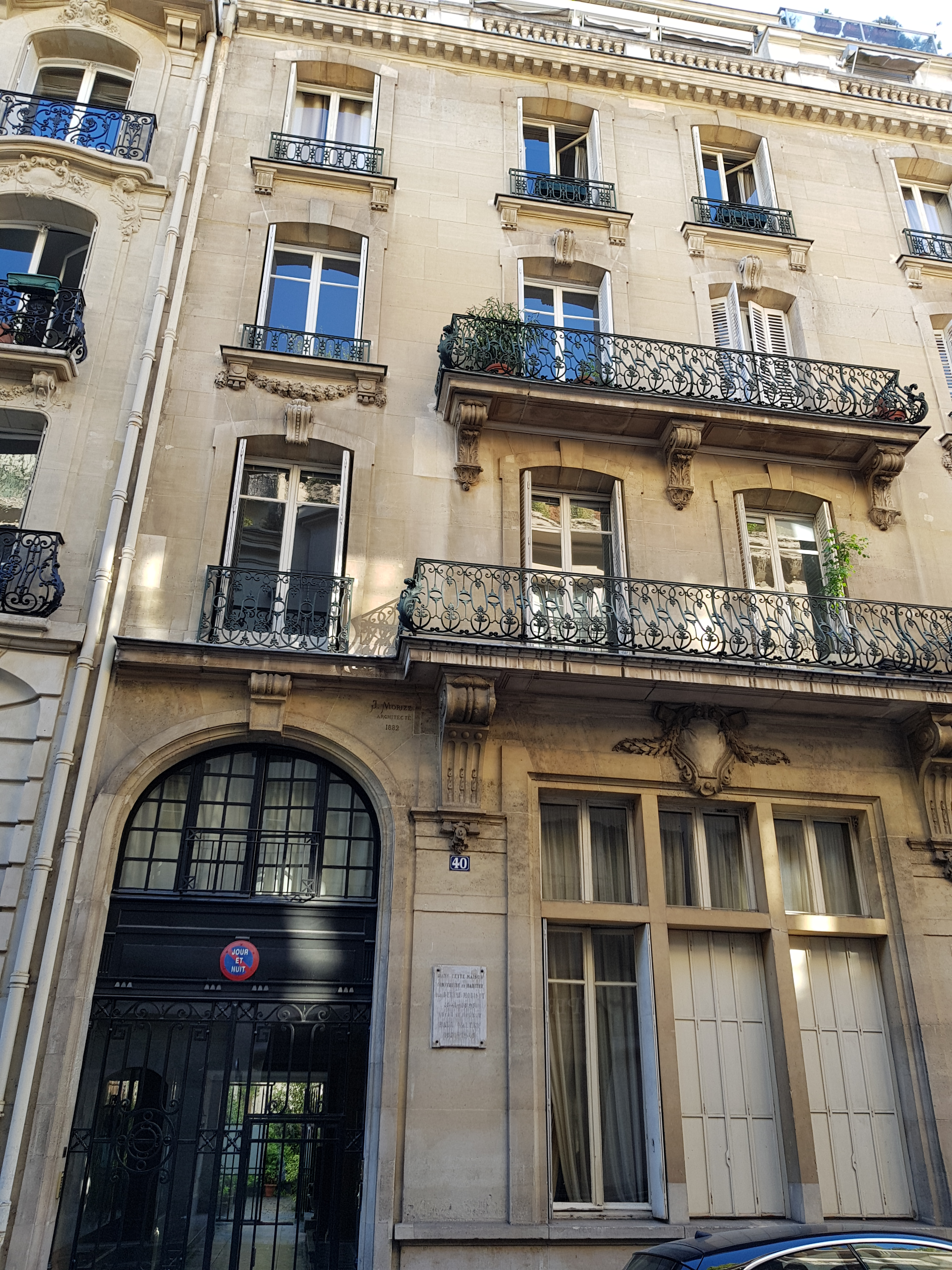
No 40.

Cette voie de l'ancienne commune de Passy est formée en 1855 sous le nom de « rue Pauquet », du nom de Jean Alexandre Pauquet de Villejust, avocat, mort en 1839, l'un des membres de la Société immobilière de la plaine de Passy,.
Dénommée « rue Pauquet-de-Villejust » en 1855, elle devient « rue de Villejust », vers 1860, puis elle est classée dans la voirie parisienne par un décret du 23 mai 1863.
La partie qui était comprise entre l’avenue Foch et la rue de Malakoff a pris le nom de « rue Piccini » en 1868 :
« Napoléon, etc., 

sur le rapport de notre ministre secrétaire d’État au département de l'Intérieur,
vu l'ordonnance du 10 juillet 1816 ;
vu les propositions de M. le préfet de la Seine ;
avons décrété et décrétons ce qui suit :
Article 12. — La partie de la « rue Villejust » comprise entre les avenues de l'Impératrice et de Malakoff, celui de rue Piccini ;
etc.
Article 17. — Notre ministre secrétaire d'État au département de l'Intérieur est chargé de l'exécution du présent décret.
Fait au palais de Fontainebleau, le 10 août 1868. »
Elle prend sa dénomination actuelle par un arrêté du 8 juin 1946.

## Bâtiments remarquables, et lieux de mémoire
- No 4 : L’Étoile-Kléber, célèbre maison de rendez-vous ouverte de 1941 à 1978[réf. nécessaire].
- No 6 : services de l'ambassade d'Espagne en France (office économique et commercial)[4].
- Réservoirs de Passy.
- No 16 : domicile de l'auteur Roland Brévannes, décédé en 1968.
- Nos 18-20 : groupe scolaire composé d'une école primaire au 18 et d'une école maternelle au numéro 20. La décoration est due à l'artiste Claudine Béréchel (1925-2011).
- No 33 : hôtel particulier construit en 1878[5] (alors que la voie est encore appelée « rue Villejust ») pour le collectionneur et marchand d'objets d'art et de curiosités autrichien Frédéric Spitzer (1815-1890), afin d'abriter son impressionnante collection et recevoir de potentiels acquéreurs. Lorsque Spitzer meurt en 1890, son « magasin », bien que non ouvert au grand public[6], est qualifié de « musée Spitzer » par certains contemporains. La collection est dispersée en 1893[7].

Dans les années 1900, siège de l'ambassade de Turquie en France.
- No 35 bis : musée Dapper.
- No 37 bis : ambassade du Congo en France.
- No 40 : immeuble construit pour Eugène Manet et son épouse Berthe Morisot, qui s'y installent en 1883. Après leur mort, leur fille Julie Manet y habitera avec ses cousines Jeannie et Paule Gobillard. L'écrivain Paul Valéry y vécut également, au 4e étage, de 1900 à sa mort, en 1945.
- No 44 : l'écrivain Colette y vit au rez-de-chaussée de 1906 à 1908[9].
- No 48 : l'industriel mécène Armand Esders y vit jusqu'à son décès.

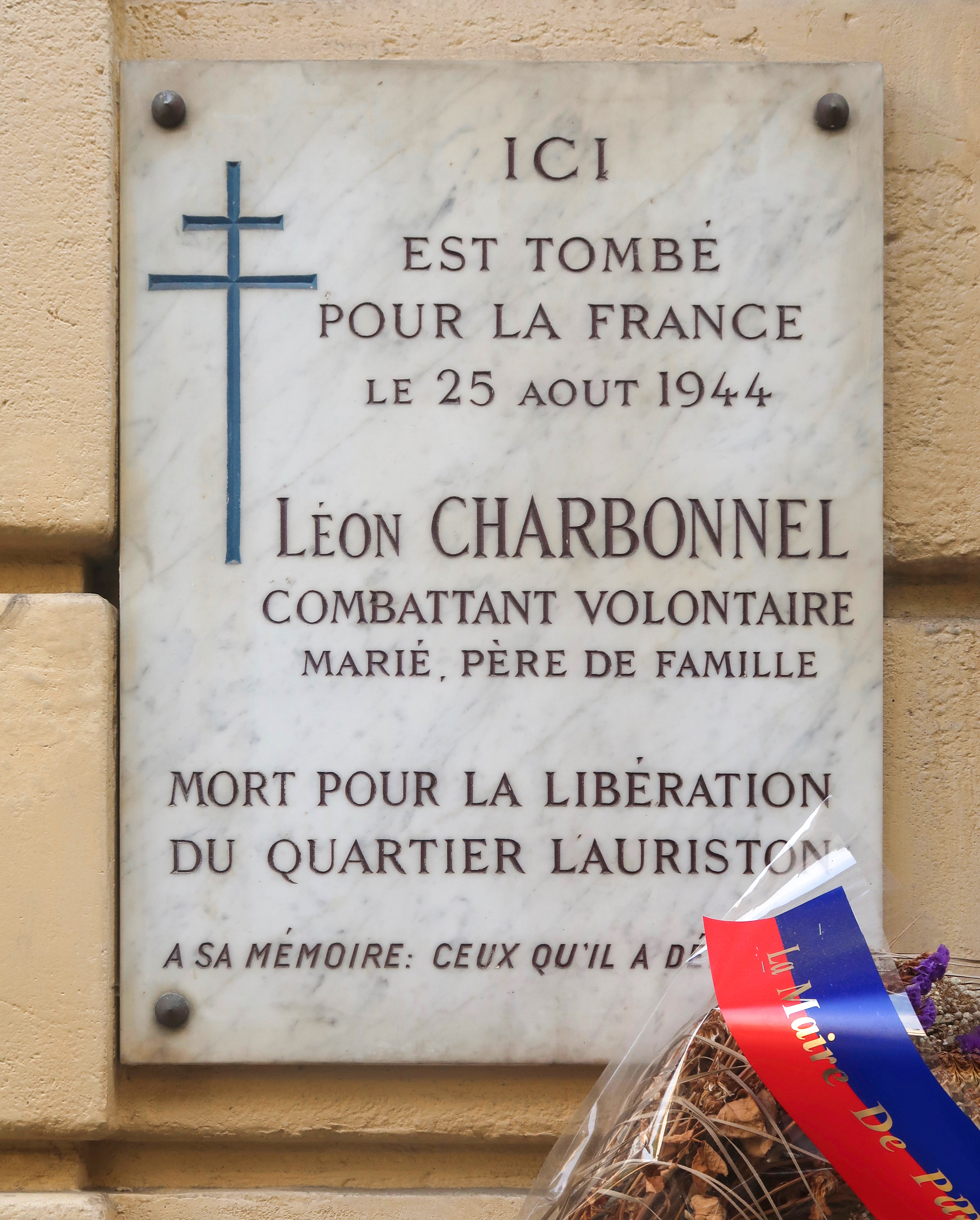
Plaque au no 3 en hommage au résistant Léon Charbonnel, mort en 1944 pendant la Libération de Paris.
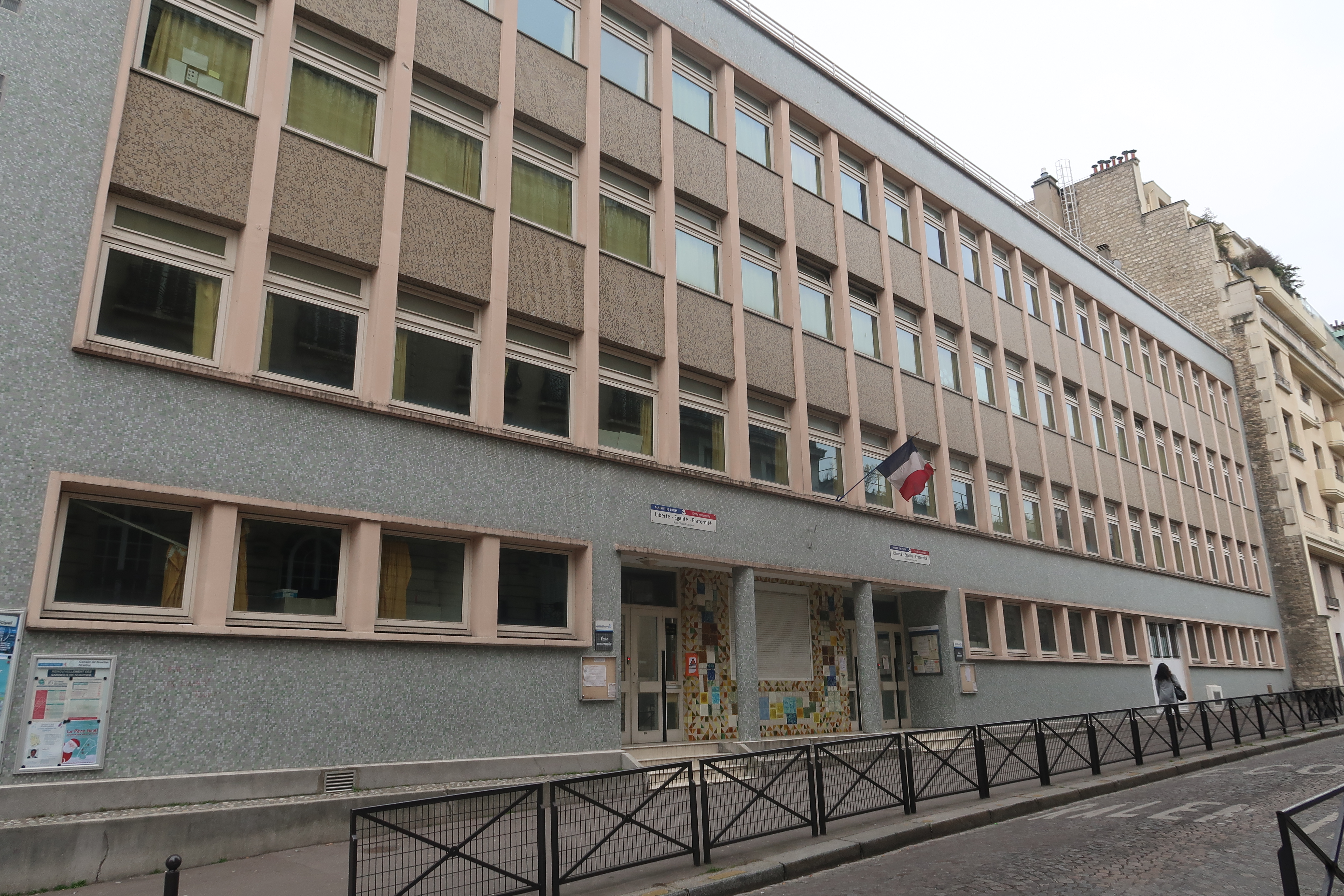
École maternelle au no 20.
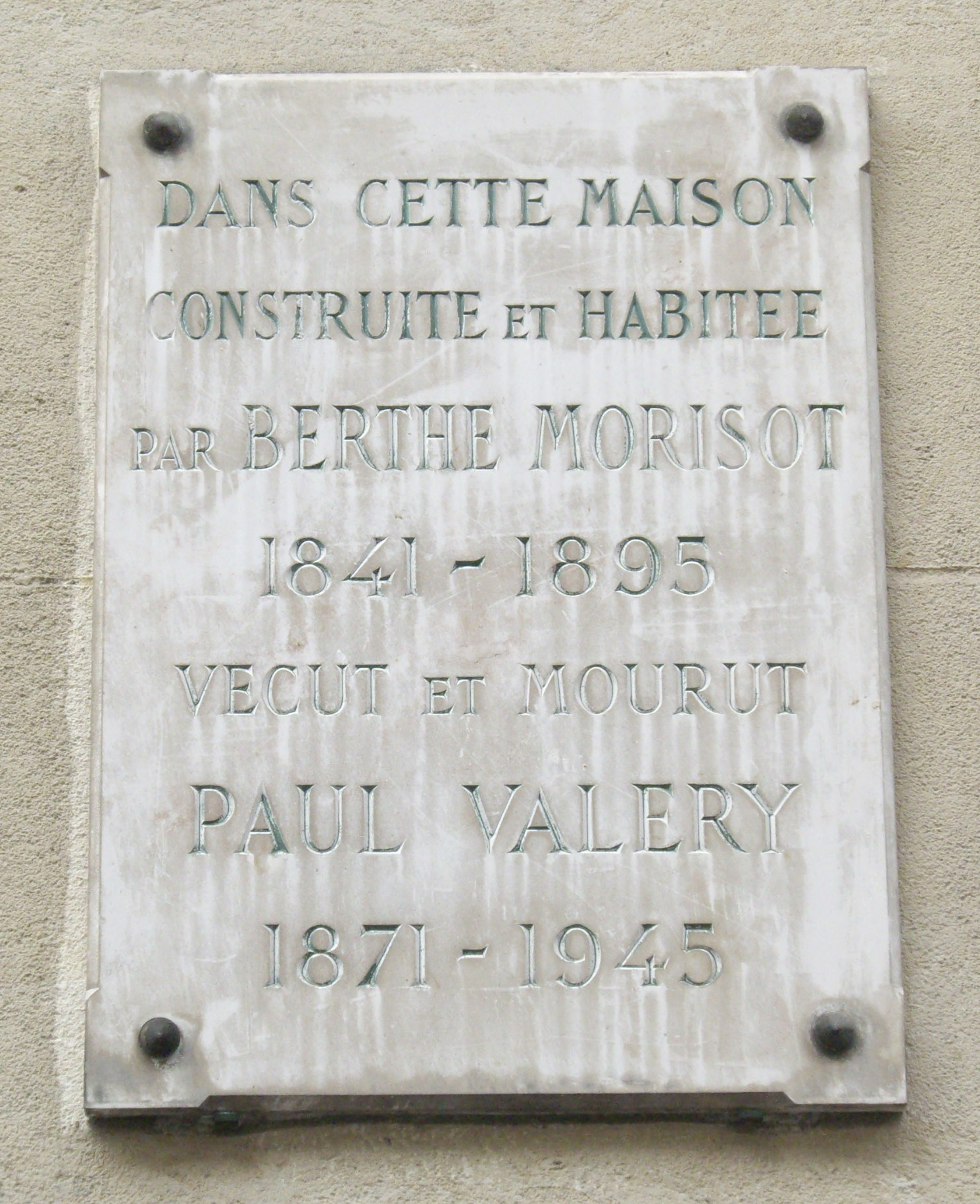
Plaque au no 40.